# タトラ・T600タトラプラン

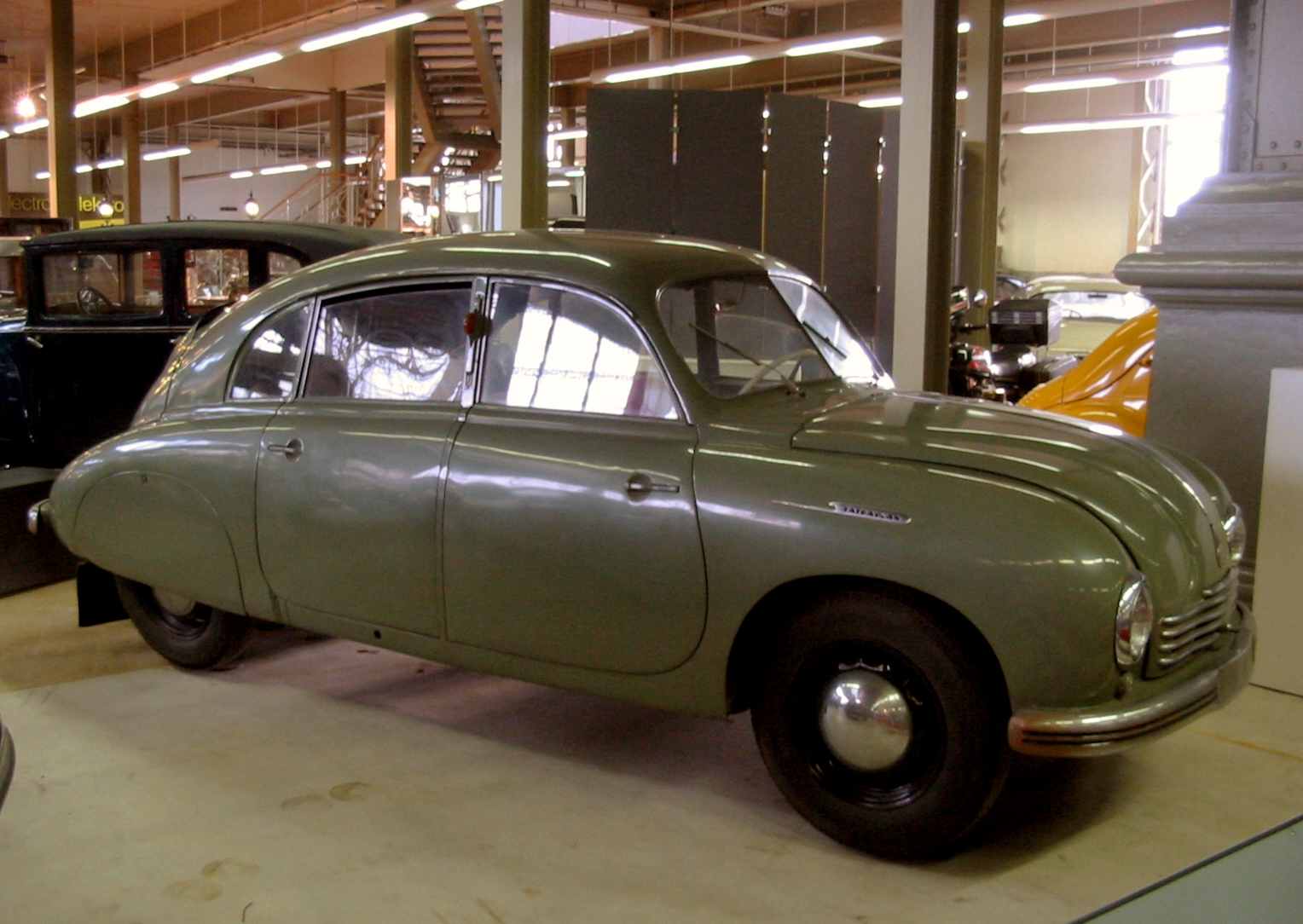
T600タトラプラン

T600タトラプラン（T600 Tatraplan）は、タトラの乗用車である。
タトラプランは流線型のモノコックボディの6人乗りセダン、空力抵抗係数（Cd値）0.32、空冷水平対向4気筒1,952ccのリアエンジン車で、6,342台が生産された。うちムラダー・ボレスラフ (Mlada Boleslav) で2,100台が生産された。
第二次世界大戦ののち、タトラは生産を継続した。工場はソ連の接収後1948年に国有化された。戦前のモデルで生産を再開したが、Josef Chalupa、Vladimír Popelář ハンス・レドヴィンカにより1946年 - 1947年にT600が新たに開発された。T600にはタトラプランという名前がつけられたが、これは共産主義の計画経済を祝した名称だった。'Ambrož' (1946年12月)、'Josef'（1947年3月）という2種の試作車が製作されたのち1948年に大量生産された。1951年には国からムラダー・ボレスラフのシュコダの工場で生産すると決定されタトラはトラック生産に集中することとされた。双方の工場の従業員にとっておこなったことのない生産を強要されることとなった。結果的にシュコダでは1年間しか生産せずタトラプランは1952年に生産を終了した。